# Polenkriege des Deutschen Ordens

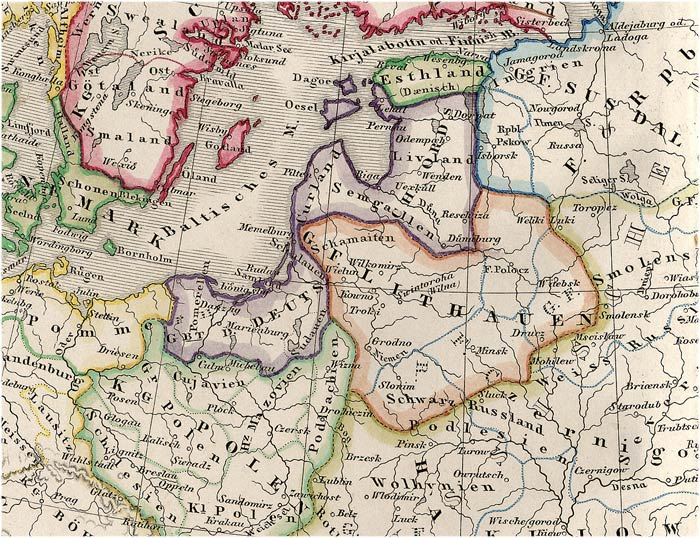
Das Baltikum im frühen 14. Jahrhundert

Die Polenkriege des Deutschen Ordens in den Jahren 1308 bis 1525 waren eine über zweihundert Jahre währende kriegerische Auseinandersetzung zwischen dem Deutschen Orden und dem Königreich Polen. Sie verliefen teilweise parallel zu den Litauerkriege des Deutschen Ordens, teilweise schlossen sie sich an diese an, als Polen-Litauen in der Union von Krewo 1385 in einer Personalunion verbunden wurde.

## Hintergrund
Der polnischen Teilherzog Konrad von Masowien holte den Deutschen Orden 1226 ins Kulmer Land. Kaiser und Papst bestätigten sodann dem Deutschen Orden die Erwerbungen an der unteren Weichsel. Das Verhältnis des Deutschordensstaates und der polnischen Teilherzogtümer im 13. Jahrhundert war gut. Der Deutsche Orden bannte die Pruzzen- und Litauergefahr für Kujawien und Masowien, polnische Ritter beteiligten sich an den Kreuzzügen des Ordens gegen die Balten. Das 13. und 14. Jahrhundert war durch eine Reihe von Litauisch-Polnischen Kriege gekennzeichnet. Ein Wechsel der Bündnispartner erfolgte jedoch langsam über das 14. Jahrhundert. Zunächst besetzte der Deutsche Orden 1308 Danzig und schnitt damit Polen von der Ostsee ab, woraufhin der polnische König Władysław I. Ellenlang 1325 ein Bündnis mit dem litauischen Großfürsten Gediminas gegen den Deutschen Orden schloss. Der Sohn Władysławs Kasimir der Große heiratete Gediminas Tochter Anna von Litauen, um die neue Bündnispolitik zu untermauern. Nach dem Tod Władysławs flammten die litauisch-polnischen Feindseligkeiten in den 1330er Jahren jedoch wieder auf und ab 1340 kam es zu einer Reihe von Kriegen um das Fürstentum Galizien-Wolhynien, die erst nach der Union von Krewno mit dem Vertrag von Ostrowo 1392 beigelegt wurden.

## Liste der kriegerischen Auseinandersetzungen
- Übernahme von Danzig durch den Deutschen Orden 1308
- Krieg des Deutschen Ordens gegen Polen (1327–1332)
- Polnisch-Litauisch-Deutscher Krieg (1409–1411)
- Hungerkrieg 1414
- Expeditio reversalis 1419
- Gollub-Krieg 1422
- Krieg des Deutschen Ordens gegen Polen (1431–1435)
- Dreizehnjähriger Krieg (1454–1466)
- Preußischer Pfaffenkrieg (1478–1479)
- Reiterkrieg (1519–1521)

## Folgen
Der Deutschordensstaat wurde 1525 unter dem Großmeister Albrecht aufgelöst und in ein weltliches und lutherisches Herzogtum Preußen umgewandelt, das sich im Vertrag von Krakau dem polnischen König als Lehen unterstellte. Aus dem Herzogtum Preußen ging 1701 das Königreich Preußen hervor.